# Mentoring
Il mentoring o mentoraggio è una metodologia di formazione che fa riferimento a una relazione (formale o informale) uno a uno, tra un soggetto con più esperienza (senior, mentor) e uno con meno esperienza (junior, mentee, protégé), cioè un allievo, al fine di far sviluppare a quest'ultimo delle competenze. 
Si attua attraverso la costruzione di un rapporto di medio-lungo termine, che si prefigura come un percorso di apprendimento guidato, in cui il mentor (guida, sostegno, modello di ruolo, facilitatore di cambiamento) offre volontariamente sapere e competenze acquisite e le condivide sotto forma di insegnamento e trasmissione di esperienza, per favorire la crescita personale e professionale del mentee, secondo una logica dall'alto verso il basso.

## Ambiti di impiego
Il mentoring trova possibile applicazione in una pluralità di ambiti: in ambito formativo e lavorativo, oppure in ambito sociale, a livello educativo-scolastico, per un reinserimento sociale, o ancora nell'ambito dello sport.

### Ambito lavorativo
L'abbinamento di "mentore" e "mentorato" è spesso fatto da un coordinatore per la formazione, come un responsabile d'area o un addetto dell'ufficio personale. Il mentoring ha un duplice scopo: non solo di permettere all'allievo di ampliare le sue conoscenze e abilità con una sperimentazione sul campo, sotto un'esperta supervisione, ma anche di integrarsi man mano nella cultura aziendale.
Generalmente il mentoring è rivolto ai giovani neoassunti per aiutarli nella fase di ingresso nell'organizzazione, per favorire la staffetta intergenerazionale. Può darsi tuttavia darsi luogo anche a "mentoring inverso" quando un giovane trasmette le proprie competenze fresche ed aggiornate ad una persona matura (es. l'insegnare come si usano gli strumenti telematici).
Raramente, però, il mentoring viene attivato come unica leva di sviluppo. Il più delle volte il pacchetto offerto dall'azienda integra programmi addestrativi o formativi (sia tradizionali che innovativi), e rappresenta un'opportunità preziosa per le nuove persone, che hanno la possibilità di essere seguite da chi ha già raggiunto un buon livello di professionalità, grazie ad anni di esperienza in una certa mansione.

### Ambito scolastico
Il mentoring viene utilizzato anche in ambito scolastico con l'obiettivo di intervenire sul disagio dei giovani, che può manifestarsi in diversi modi: dal basso rendimento fino all'abbandono scolastico precoce (o “drop out”). L'abbandono scolastico può contribuire all'instaurarsi di forti problematiche sociali e relazionali future, per cui il mentoring può assolvere anche una funzione preventiva in quanto supporto nella fase di maturazione del ragazzo.

## Storia
L'etimologia della parola mentore nasce dall'Odissea: Mentore era l'amico fidato e consigliere di Ulisse, il quale, prima di partire per Troia, chiese a Mentore di prendersi cura di suo figlio Telemaco e di prepararlo a succedergli al trono. Nel corso del poema, la Dea Atena assume la forma di Mentore per guidare, proteggere e istruire Telemaco durante i suoi viaggi. In questo ruolo, Mentore (ed Atena) hanno la funzione di insegnante, di guardiano e di protettore, infondendo saggezza e fornendo consigli.
Attraverso questo passaggio, si può già intuire una delle funzioni del mentoring applicato, quella della gestione dei passaggi generazionali. Autori come Huang e Linch sostengono che il primo modello di mentoring risale alle procedure di successione dei tre Re cinesi Yao, Shun e Yum tra il 2333 e il 2177 a.C. Il passaggio del trono a un successore più giovane virtuoso e competente era già conosciuto nella prima storia cinese democratica come Shan Jang. Si riferisce ad un processo di successione per la "futura persona meritevole" al fine di essere in grado di assumersi responsabilità.
Nel Medioevo, percorsi di mentoring tipici di role modeling si possono trovare nelle professioni dei mercanti, artigiani e degli avvocati, che per tramandare i segreti della professione affiancavano giovani apprendisti a maestri, considerati eccellenti nelle loro arti.
Il rapporto maestro/apprendista è una efficace rappresentazione di una relazione di sviluppo simile al mentoring.
Si riporta che la parola mentor è apparsa per la prima volta nel vocabolario Oxford English Dictionary nel 1750, descrivendolo come un termine comunemente utilizzato.
Nella letteratura il concetto viene riportato in figure epiche come Mago Merlino per il Re Artù di Camelot.

## Figure coinvolte
Il mentoring coinvolge principalmente due figure: il mentor e il mentee:

### Il mentor
Il mentor è una persona che come prima caratteristica presenta una forte motivazione a fare da guida e da consigliere al mentee, con minore esperienza. Deve avere capacità relazionali, essere in grado di saper condurre colloqui e porre domande sagge, deve saper gestire le fasi del processo di mentoring. Le capacità fondamentali da richiedere ad un mentore sono: empatia, ascolto, apertura, padronanza personale, sicurezza di sé, flessibilità (capacità di adattarsi alle situazioni), creatività (capacità di porre domande nuove), leadership, etica (portare fino in fondo il proprio compito assunto nei confronti del mentee). Il ruolo di mentore può essere ricoperto da un superiore diretto oppure da un collega più anziano ed esperto, ma esterno.

### Il mentee
Può essere chiamato anche allievo-cliente, ed è colui che si fa guidare e consigliare dal mentore nell'azione di apprendimento e di sviluppo; creando con esso l'azione complessiva di mentorship, come relazione tra i due segnata soprattutto da grande fiducia e da un sincero rapporto di dialogo.

## Caratteristiche del mentoring
Un programma di mentoring si articola nelle seguenti fasi: selezione dei mentori, la formazione, la preparazione e l'accreditamento dei mentori, l'abbinamento fra mentori e mentee, la definizione del programma personalizzato e la comunicazione con i mezzi più efficaci, infine la valutazione dei risultati.

### Funzioni
Le funzioni del mentoring possono essere riassunte in queste tre principali:
1. il sostegno al processo di apprendimento: il mentore aiuta il mentee a formalizzare i suoi bisogni, a riconoscere il proprio stile di apprendimento, la propria situazione di carriera, i propri limiti e punti di forza delle sue capacità e dei suoi risultati;
2. la trasmissione e la diffusione della cultura organizzativa[3]: volta ad aiutare il mentee a capire, condividere, far propri i valori, i comportamenti, le regole espresse dalla propria organizzazione;
3. la facilitazione del processi di iniziazione alla cultura organizzativa.

### Forme di realizzazione
Il mentoring si può realizzare in diversi modi e assumere diverse forme:
1. la forma più usuale è quella dell'one to one mentoring che prevede degli incontri faccia a faccia e dove il calendario e il setting sono decisi sulla base del contratto iniziale tra mentor e mentee;[4]
2. Una seconda forma è data dal group mentoring dove le norme sociali e le regole caratteristiche di uno specifico gruppo producono risultati sulla carriera di un singolo componente del gruppo;
3. un'altra forma è quella del peer mentoring dove si stabilisce uno stimolo reciproco tra due pari o tra due persone che si percepiscono come pari[5];
4. la quarta forma è quella dei programmi misti, ovvero si combinano momenti individuali a momenti di gruppo;
5. la quinta forma è quella dell'e-mentoring, si tratta dell'opportunità di mantenere una relazione a distanza, quando non sia possibile il rapporto in presenza, attraverso luoghi di comunicazione on line[6];
6. infine, la sesta forma è quella del blended mentoring[7]: combinazioni di contatti faccia a faccia e a distanza.

### Tecniche
Vi sono numerose tecniche utilizzate per gestire le complesse dinamiche di mentoring; le cinque più comunemente utilizzate sono riassunte nei seguenti processi
1. Accompagnare: seguire il mentee passo per passo lungo il processo in questione.
2. Seminare: insegnamenti non immediatamente comprensibili per il mentee, che lo preparano al processo di trasformazione di cui si sta per rendere protagonista.
3. Catalizzare: raggiunto un livello critico di pressione, il mentore decide di provocare un diverso modo di pensare, un cambiamento di identità o un riordinamento dei valori, portando il mentee direttamente nella situazione di cambiamento.
4. Mostrare: rendere comprensibile il processo facendo della situazione attuale esempio e prova degli insegnamenti.
5. Raccogliere: quando ormai “i frutti sono maturi” il mentore crea consapevolezza di quanto appreso con domande chiave come “Cosa hai imparato?”, “Quanto utile è?”.

Le diverse tecniche possono essere utilizzate dal mentor a seconda della situazione e della mentalità dell'apprendista.

### Strumenti
Gli strumenti più efficaci e utilizzati del mentoring sono quattro:
1. Comunicativi (per conversare efficacemente sia a “faccia a faccia” sia a distanza, attraverso il telefono, la mail, i social network, i forum di discussione ecc...)
2. Formativi (affiancamenti, analisi di casi, storytelling…)
3. Informativi (documenti organizzativi, manuali, videoregistrazione, libri, articoli.)
4. Valutativi (finalizzati a registrare gli incontri effettuati e a verificare lo “stato di avanzamento dei lavori”)

## Vantaggi del mentoring
Per quanto riguarda i vantaggi, quelli del mentoring riguardano sia l'allievo sia il mentore sia l'organizzazione. È di cruciale importanza selezionare con cura il mentore, per evitare che il mentoring produca più danni che benefici.

### Vantaggi per il mentee
I principali vantaggi del mentee sono:
- favorire la sua crescita professionale: il mentee può trarre dalle occasioni professionali offerte il massimo apprendimento e al tempo stesso imparare sull'esempio di una persona di successo, con la possibilità di mobilità verticale[9]  e incremento delle ricompense;
- di ordine professionale: apprendimento di competenze, facilitazione della carriera, integrazione culturale nell'organizzazione;
- di ordine personale: aumento della motivazione, rapporto di sostegno emotivo e incremento della comprensione del significato del proprio lavoro.

### Vantaggi per il mentore
I principali vantaggi del mentore sono:
- il rinnovamento di motivazioni lavorative;
- l'ampliamento del prestigio goduto all'interno dell'azienda;
- la soddisfazione di poter trasferire ad altri le proprie competenze;
- la possibilità di aggiornare e incrementare le proprie competenze di relazione.

### Vantaggi per le organizzazioni
I principali vantaggi per le organizzazioni sono:
- il miglioramento delle performance dei collaboratori;
- l'aumento della soddisfazione;
- diffusione della cultura organizzativa;
- il miglioramento del clima lavorativo.